# Vincent Houben
Vincentius Johannes Hubertus (Vincent) Houben (* 1957 in Leiden) ist ein niederländischer Historiker und Südostasienwissenschaftler. Er ist emeritierter Professor für Geschichte und Gesellschaft Südostasiens der Humboldt-Universität zu Berlin.

## Leben
Von 1976 bis 1982 studierte er Geschichte (Hauptfach) und indonesische Sprachen (Nebenfach) an der Universität Leiden. Anschließend war er bis 1997 wissenschaftlicher Assistent im Bereich der indonesischen Geschichte an der Universität Leiden. In dieser Zeit promovierte er 1987 und war 1993 Gastdozent an der University of Queensland in Brisbane. Von 1997 bis 2001 war er Professor (C4) für Südostasienstudien an der Universität Passau. Von 2001 bis 2022 hatte er die C4-Professur für Geschichte und Gesellschaft Südostasiens am Institut für Asien- und Afrikawissenschaften der Humboldt-Universität zu Berlin inne. Zwei Aufenthalte als Gastwissenschaftler führten ihn an die School of Asian and Pacific Studies der Australian National University in Canberra.
Seine Forschungsschwerpunkte sind moderne Geschichte Südostasiens (19. – 21. Jahrhundert), Theorie und Geschichte der Regionalwissenschaften, Kolonial- und Imperialgeschichte, Geschichte der Arbeit und Memory Studies.

## Schriften (Auswahl)
- Kraton and Kumpeni. Surakarta and Yogyakarta 1830–1870. Leiden 1994, ISBN 90-6718-077-7.
- Van kolonie tot eenheidsstaat. Indonesië in de negentiende en twintigste eeuw. Leiden 1996, ISBN 90-73084-17-2.
- mit Howard Dick, J. Thomas Lindblad und Thee Kian Wie: The emergence of a national economy. An economic history of Indonesia, 1800–2000. Crows Nest 2002, ISBN 0-8248-2552-7.
- mit Peter Carey: Perempuan-perempuan Perkasa di Jawa Abad XVIII–XIX. Jakarta 2016, ISBN 978-602-620-816-3.
- New Area Studies as an Emerging Discipline. The Way Ahead for Southeast Asian Studies. In: International Quarterly for Asian Studies, Band 51 (2020), Nr. 3–4, S. 51–64.
- mit Boike Rehbein: Die globalisierte Welt. Genese, Struktur und Zusammenhänge (= UTB, Bd. 5802). UVK Verlag, München 2022, ISBN 978-3-8252-5802-3.